# Abriaquí
Abriaquí é uma cidade e município da Colômbia, no departamento de Antioquia. Dista 202 quilômetros de Medellín, a capital do departamento, e apresenta uma superfície de 290 quilômetros quadrados.